# Ізбеглії
Ізбеглі́ї (болг. Избеглии) — село в Пловдивській області Болгарії. Входить до складу общини Асеновград.

## Населення
За даними перепису населення 2011 року у селі проживали 745 осіб.
Національний склад населення села:
| Національність   | Кількість осіб | Відсоток |
| ---------------- | -------------- | -------- |
| болгари          | 720            | 98,9%    |
| турки            | 6              | 0,8%     |
| цигани           | 0              | 0%       |
| Всього відповіли | 728            |          |

Розподіл населення за віком у 2011 році:
Динаміка населення: